# Pavle Mijović
Pavle Mijović (crnogor. ćiril. Павле Мијовић; Crmnica, Kraljevina Crna Gora 1914. – Beograd, SRJ, 1996.), bio je crnogorski znanstvenik, akademik CANU i SANU te utemeljitelj Crnogorskoga P.E.N. centra.

## Karijera
Doktorirao je povijest 1958. godine. Od 1960. do 1982. godine radio je u beogradskom Arheološkom institutu kao asistent, znanstveni suradnik i savjetnik za srednjovjekovnu arheologiju. 
Bio je profesor povijesti umjetnosti i dekan Kulturološkog fakulteta u Cetinju te suradnik brojnih listova. Dio karijere proveo je i kao diplomat.

### U borbi za priznanje crnogorskog jezika
Pavle Mijović je, kao utemeljitelj i prvi predsjednik Crnogorskog PEN centra, promovirao zahtjev za priznanje crnogorskoga jezika.

### Znanstveni rad
Mijović se posvetio proučavanju srednjovjekovne umjetnosti, posebno menoloških ciklusa u bizantskoj umjetnosti. 
Za monografiju Menolog dobio je bizantološku nagradu Gustav Schlumberger francuske Academie des Inscriptions et Belles-Letres. 
Od 1951. do 1984. godine poduzeo je arheološka istraživanja u Svaču, Starom Baru, Ulcinju, Kotoru, Podgorici, Budvi...

## Djela
- Po sovjetskom Baltiku, Beograd, 1948.
- Bokokotorska slikarska škola XVII-XIX vijek, Titograd, 1960.
- Pećka patrijaršija, Beograd, 1960.
- Dečani, Beograd, 1963., pet izdanja
- Ulcinj: Lapidarijum, Beograd, 1966., više izdanja
- Monodija o kamenu, Kruševac, 1967.
- Žiča, (s M. Kašaninom i Đ. Boškovićem), Beograd, 1969.
- Tragom drevnih kultura Crne Gore, Titograd, 1970.
- Ozloglašeno nasljeđe, Cetinje, 1971.
- Menolog: istorijsko-umetnička istraživanja, Beograd, 1973.
- Manastir Pećka patrijaršija, Beograd, 1974.
- Gradovi i utvrđenja u Crnoj Gori, (s M. Kovačevićem), Beograd, 1975.
- Umjetničko blago Crne Gore, Titograd/Beograd, 1980.
- Ulcinj, (s Đ. Boškovićem i M. Kovačevićem), Beograd, 1981.
- Pradavne i davne kulture Crne Gore, Titograd, 1987.
- Trijumfi i smrti, Podgorica, 1992.
- Crnogorski apokrifi, Cetinje, 1992.
- Njegoševe tužne armonije, Cetinje, 1992.
- Ipak, nasljeđe, Cetinje, 1992.
- Iz kulturne prošlosti Bara, Bar, 1995.
- Tipologija crkvenih spomenika Crne Gore, Podgorica, 1996.